# Dostępność WWW
Dostępność WWW (ang. web accessibility) – dziedzina wiedzy z zakresu interakcji człowieka z komputerem zajmująca się problematyką tworzenia stron i serwisów internetowych dostępnych dla jak najszerszego grona odbiorców, ze szczególnym uwzględnieniem osób narażonych na wykluczenie cyfrowe (niepełnosprawnych, starszych, gorzej wykształconych, pozbawionych dostępu do szerokopasmowego internetu). Dostępność serwisu internetowego oznacza stopień, w jakim może być on postrzegany, rozumiany i przeglądany przez wszystkich użytkowników, niezależnie od ich cech lub upośledzeń, a także niezależnie od właściwości używanego przez nich oprogramowania i sprzętu.

## Standardy i zalecenia

### RekomendacjeW3C WAI
- WCAG – Web Content Accessibility Guidelines (pol. Wytyczne dla dostępności treści internetowych).
- ATAG – Authoring Tool Accessibility Guidelines (pol. Wytyczne dla dostępności narzędzi autorskich).
- UAAG – User Agent Accessibility Guidelines (pol. Wytyczne dla dostępności programów użytkownika).
- WAI-ARIA – Accessible Rich Internet Applications (pol. Dostępne bogate aplikacje internetowe).

### Inne
- WCAG-EM – Website Accessibility Conformance Evaluation Methodology (WCAG-EM) 1.0 (pol. Metodologia oceniania zgodności w zakresie dostępności internetowej).

## Prawo

### Polska
Obecnie w Polsce do zapewnienia dostępności cyfrowej są zobligowane są:
1. Podmioty publiczne – na podstawie ustawy z dnia 4 kwietnia 2019 r. o dostępności cyfrowej stron internetowych i aplikacji mobilnych podmiotów publicznych[1].
2. Dostawcy publicznie dostępnych usług telefonicznych – na podstawie rozporządzenia Ministra Administracji i Cyfryzacji z dnia 26 marca 2014 r. w sprawie szczegółowych wymagań dotyczących świadczenia udogodnień dla osób niepełnosprawnych przez dostawców publicznie dostępnych usług telefonicznych[2].

Od 28 czerwca 2025 roku na podstawie ustawy z dnia 26 kwietnia 2024 o zapewnianiu spełniania wymagań dostępności niektórych produktów i usług przez podmioty gospodarcze dostępność stron będą musiały także zapewnić niektóre świadczące usługi transportu pasażerskiego i handlu elektronicznego. 

#### Podmioty publiczne
30 maja 2012 roku weszło w życie Rozporządzenie Rady Ministrów z dnia 12 kwietnia 2012 r. w sprawie Krajowych Ram Interoperacyjności, minimalnych wymagań dla rejestrów publicznych i wymiany informacji w postaci elektronicznej oraz minimalnych wymagań dla systemów teleinformatycznych. Wymagało od podmiotów realizujących zadania publiczne dostosowania stron internetowych do standardu WCAG 2.0 na poziomie AA nie później niż w ciągu 3 lat.
Od 23 maja 2019 roku w Polsce obowiązuje ustawa o dostępności cyfrowej stron internetowych i aplikacji mobilnych podmiotów publicznych. Zobowiązuje ona podmioty publiczne (jednostki sektora finansów publicznych, państwowe jednostki organizacyjne bez osobowości prawnej, osoby prawne, utworzone w celu zaspokajania potrzeb o charakterze powszechnym finansowane ze środków publicznych w ponad 50% lub z ponad połową udziałów albo akcji, lub nadzorem nad organem zarządzającym, lub z prawem do powoływania ponad połowy składu organu nadzorczego lub zarządzającego, związki tych podmiotów oraz niektóre organizacje pozarządowe) do dostosowania serwisów internetowych do wymagań normy europejskiej EN 301 549 V2.1.2 (norma ta zawiera wytyczne standardu WCAG 2.1 na poziomie AA). Szczegółowy zakres wymagań dotyczących poziomu dostępności dla poszczególnych kryteriów został też sprecyzowany w załączniku do Ustawy. 9 marca 2023 roku została opublikowana nowelizacja ustawy (wchodząca w życie 17 kwietnia 2023).
Zgodnie z ustawą:
- Podmioty publiczne, których strony www powstały po 23 września 2018 roku mają czas na zapewnienie ich dostępności do dnia 23 września 2019 roku.
- Podmioty publiczne, których strony www istniały przed 23 września 2018 mają czas na dostosowanie ich do dnia 23 września 2020 roku.
- Aplikacje mobilne podmiotów publicznych mają zostać dostosowane do dnia 23 czerwca 2021 roku.

Ustawy nie stosuje się m.in. do:
- Treści prezentowanych w intranecie lub ekstranecie, opublikowanych przed dniem 23 września 2019 roku.
- Multimediów opublikowanych przed dniem 23 września 2020 roku.

Ustawa z dnia 4 kwietnia 2019 zastąpiła Rozporządzenie Rady Ministrów w sprawie Krajowych Ram Interoperacyjności, minimalnych wymagań dla rejestrów publicznych i wymiany informacji w postaci elektronicznej oraz minimalnych wymagań dla systemów teleinformatycznych, które weszło w życie 31 maja 2012 roku i zobowiązywało podmioty realizujące zadania publiczne do dostosowania serwisów internetowych do standardu WCAG 2.0. Wymagała ona zapewnienia dostępności serwisów administracji publicznej nie później niż do dnia 30 maja 2015 r.

#### Dostawcy usług telefonicznych
Rozporządzenia Ministra Administracji i Cyfryzacji z dnia 26 marca 2014 r. zobowiązuje dostawców publicznie dostępnych usług telefonicznych do dostosowania serwisów internetowych do standardu WCAG 2.0 na poziomie AA. Rozporządzenie to, w zakresie dostosowania stron www, weszło w życie 26 marca 2016 roku.

#### Inne przepisy
Pozostałe przepisy wiążące w tej dziedzinie:
- Konstytucji RP (w tym art. 32 i art. 69)[4]
- Ustawy o dostępie do informacji publicznej (z dnia 6 września 2001 r.)[5]
- Ustawy o informatyzacji działalności podmiotów realizujących zadania publiczne (z dnia 17 lutego 2005 r.)[6]
- Karty Osób Niepełnosprawnych (Uchwała Sejmu Rzeczypospolitej Polskiej z 1 sierpnia 1997 r.)[7].

W powyższych dokumentach jest mowa o równości obywateli w dostępie do informacji bez dyskryminacji ze względu na jakiekolwiek kryteria w tym stopień sprawności.

### Unia Europejska
Wszystkie jednostki organizacyjne państw UE są zobowiązane na mocy dyrektywy 2016/2102 (będącej wprowadzeniem w życie planu działania eEurope 2002) zapewnić dostęp do swoich serwisów bez dyskryminowania użytkowników.

### Stany Zjednoczone
W Stanach Zjednoczonych obowiązuje nakaz używania Rehabilitation Act, którego część (Section 508) zobowiązuje publiczne instytucje do zapewnienia dostępności ich serwisów informacyjnych i usług elektronicznych.

### Inne
30 marca 2007 roku został otwarty do podpisu pierwszy w XXI wieku traktat Organizacji Narodów Zjednoczonych chroniący prawa człowieka (Convention on the Rights of Persons with Disabilities). Artykuł 9 tej konwencji nosi tytuł „Accessibility”, a dostępność rozumiana jest w nim nie tylko jako dostępność do miejsc fizycznych, ale też do serwisów społeczeństwa informacyjnego, do infrastruktury oraz do technologii komunikacyjnych.